# Deewana

Deewana est un film indien réalisé par Raj Kanwar, sorti en 1992. 
Les rôles principaux y sont tenus par Rishi Kapoor, Divya Bharti et Shahrukh Khan dont c'est le premier film à sortir sur les écrans. Il en retire succès et reconnaissance en se voyant attribuer le prix du Meilleur espoir masculin aux Filmfare Awards 1993.

## Synopsis
La jeune Kaajal tombe amoureuse d’un célèbre chanteur, Ravi, et l’épouse. Ils auraient pu couler des jours heureux si l’oncle de Ravi, désireux de s'approprier sa fortune, ne décidait de l'éliminer : Ravi est assassiné et précipité dans un torrent sous les yeux de sa femme.
Malmenées par l’oncle dont le fils est mort dans l'agression, Kaajal et sa belle-mère s’enfuient pour se cacher en ville. Traumatisée et dépressive, la jeune femme se referme sur elle-même et ne désire plus vivre au grand désespoir de sa belle-mère. Elle rencontre Raja, riche jeune homme qui se prend de passion pour elle et s'efforce de lui redonner goût à la vie. Apprenant qu’elle est veuve, il décide néanmoins de l’épouser, contre l’avis de son père mais avec l'aide de la belle-mère, soucieuse d'assurer l’avenir de Kaajal. 
Après leur mariage Ravi réapparaît, bientôt suivi de son oncle qui entreprend d'enlever Kaajal. Raja et Ravi le combattent côte à côte pour sauver celle qu'ils aiment.

## Fiche technique
- Titre : Deewana
- Titre hindi : दीवाना
- Réalisateur : Raj Kanwar
- Scénario : Sagar Sarhadi
- Musique : Nadeem-Shravan (chansons), Surendra Sodhi
- Parolier : Sameer
- Chorégraphie : B. H. Tharun Kumar
- Direction artistique : Leeladhar Sawant
- Photographie : Harmeet Singh
- Montage : A. Muthu
- Cascades et combats : Raam Shetty, Harish Shetty
- Production : Guddu Dhanoa, Lalit Kapoor
- Pays d'origine : Inde
- Date de sortie : 25 juin 1992
- Format : Couleurs
- Genre : Comédie dramatique, action
- Durée : 175 minutes

## Distribution
- Rishi Kapoor : Ravi
- Divya Bharti : Kaajal
- Amrish Puri : l'oncle de Ravi
- Shahrukh Khan : Raja

## Musique
Le film comporte huit chansons composées par Nadeem-Shravan, écrites par Sameer et chorégraphiées par B. H. Tharun Kumar :
- Aisi Deewanegi interprétée par Alka Yagnik, Vinod Rathod
- Koi Na Koi Chahiye interprétée par Vinod Rathod
- Payaliya interprétée par Alka Yagnik, Kumar Sanu
- Sochenge Tumhe Pyar interprétée par Kumar Sanu
- Tere Dard Se Dil interprétée par Kumar Sanu
- Teri Isi Ada Pe Sanam interprétée par Kumar Sanu, Sadhana Sargam
- Teri Umeed Tera Intezar (1re partie) interprétée par Kumar Sanu, Sadhana Sargam
- Teri Umeed Tera Intezar (2e partie) interprétée par Kumar Sanu, Sadhana Sargam

## Récompenses
Filmfare Awards 1993
- Meilleure espoir féminin : Divya Bharti
- Meilleur espoir masculin : Shahrukh Khan
- Meilleur chanteur de playback : Kumar Sanu
- Meilleure musique : Nadeem-Shravan
- Meilleur parolier : Sameer